# Saison 2023-2024 de l'Union Bordeaux Bègles
 (janvier 2024).
Cette page présente la saison 2023-2024 de l'Union Bordeaux Bègles en Top 14 et en Champions Cup.

## Entraîneurs
- Yannick Bru : manager général
- Noel McNamara : entraîneur de l'attaque
- Akvsenti Giorgadze : entraîneur des avant
- Christophe Laussucq : entraîneur de la défense
- Jean-Baptiste Poux : entraîneur de la mêlée
- Heini Adams : skills

## Effectif
| Nom                       | Poste                  | Naissance         | Nationalité sportive             | Sélections | Dernier club          | Arrivée au club (année) |
| ------------------------- | ---------------------- | ----------------- | -------------------------------- | ---------- | --------------------- | ----------------------- |
| Zaccharie Affane          | Pilier                 | 15 juillet 2004   | France                           | -          | FC Grenoble           | 2023                    |
| Ugo Boniface              | Pilier                 | 21 juillet 1998   | France                           | -          | Aviron bayonnais      | 2022                    |
| Vadim Cobîlaș             | Pilier                 | 30 juillet 1983   | Moldavie                         |            | Sale Sharks           | 2016                    |
| Yahnis El Maslouhi        | Pilier                 | 25 mai 2002       | France                           | -          | Stade rochelais       | 2023                    |
| Sipili Falatea            | Pilier                 | 4 juillet 1997    | France                           |            | ASM Clermont          | 2022                    |
| Lekso Kaulashvili         | Pilier                 | 27 août 1992      | Géorgie                          |            | Stade rochelais       | 2018                    |
| Jefferson Poirot          | Pilier                 | 1er novembre 1992 | France                           |            | CA Brive              | 2012                    |
| Carlü Sadie               | Pilier                 | 7 mai 1997        | Afrique du Sud                   |            | Sharks                | 2023                    |
| Ben Tameifuna             | Pilier                 | 30 novembre 1991  | Tonga                            |            | Racing 92             | 2020                    |
| Christopher Vaotoa        | Pilier                 | 16 novembre 1996  | France                           | -          | US Montauban          | 2022                    |
| Maxime Lamothe            | Talonneur              | 3 octobre 1998    | France                           | -          | Aviron bayonnais      | 2020                    |
| Romain Latterrade         | Talonneur              | 4 avril 1996      | France                           | -          | Stade montois         | 2023                    |
| Clément Maynadier         | Talonneur              | 11 octobre 1988   | France                           |            | SC Albi               | 2013                    |
| Connor Sa                 | Talonneur              | 22 janvier 2002   | France Nouvelle-Zélande          | -          | US Carcassonne        | 2023                    |
| Cyril Cazeaux             | Deuxième ligne         | 10 février 1995   | France                           |            | US Dax                | 2015                    |
| Adam Coleman              | Deuxième ligne         | 7 novembre 1991   | Australie                        |            | London Irish          | 2023                    |
| Kane Douglas              | Deuxième ligne         | 1er juin 1989     | Australie                        |            | Queensland Reds       | 2018                    |
| Thomas Jolmès             | Deuxième ligne         | 8 octobre 1995    | France                           |            | Rugby club toulonnais | 2021                    |
| Jandré Marais             | Deuxième ligne         | 14 juin 1989      | Afrique du Sud                   | -          | Sharks                | 2013                    |
| Guido Petti               | Deuxième ligne         | 17 novembre 1994  | Argentine                        |            | Jaguares              | 2020                    |
| Alexandre Ricard          | Deuxième ligne         | 30 juin 1997      | France                           |            | Colomiers rugby       | 2023                    |
| Pierre Bochaton           | Troisième ligne aile   | 17 avril 2001     | France                           | -          | US bressane           | 2021                    |
| Mahamadou Diaby           | Troisième ligne aile   | 15 août 1990      | France                           | -          | FC Grenoble           | 2017                    |
| Raphaël Lakafia           | Troisième ligne centre | 28 octobre 1988   | France                           | -          | Rugby club toulonnais | 2023                    |
| Antoine Miquel            | Troisième ligne aile   | 20 juin 1994      | France                           | -          | Stade toulousain      | 2022                    |
| Sirius Permal             | Troisième ligne aile   | 9 octobre 2003    | France                           | -          | Section paloise       | 2023                    |
| Peter Samu                | Troisième ligne aile   | 17 décembre 1991  | Australie                        |            | Brumbies              | 2023                    |
| Marko Gazzotti            | Troisième ligne centre | 24 septembre 2004 | France                           | -          | FC Grenoble           | 2023                    |
| Tevita Tatafu             | Troisième ligne centre | 2 janvier 1996    | Japon                            |            | Tokyo Sungoliath      | 2023                    |
| Bastien Vergnes-Taillefer | Troisième ligne centre | 13 juin 1997      | France                           | -          | Colomiers rugby       | 2021                    |
| Joseph Exshaw             | Demi de mêlée          | 10 février 2003   | France                           | -          | Formé au club         | 2022                    |
| Paul Abadie               | Demi de mêlée          | 28 juillet 1994   | France                           | -          | CA Brive              | 2023                    |
| Yann Lesgourgues          | Demi de mêlée          | 17 janvier 1991   | France                           | -          | Biarritz olympique    | 2014                    |
| Maxime Lucu               | Demi de mêlée          | 12 janvier 1993   | France                           |            | Biarritz olympique    | 2019                    |
| Théo Nanette              | Demi de mêlée          | 12 janvier 1993   | France                           |            | FC Grenoble           | 2023                    |
| Mateo Garcia              | Demi d'ouverture       | 8 juillet 2002    | France                           | -          | Aviron bayonnais      | 2021                    |
| Zack Holmes               | Demi d'ouverture       | 30 mai 1990       | Australie                        | -          | Stade toulousain      | 2022                    |
| Matthieu Jalibert         | Demi d'ouverture       | 6 novembre 1998   | France                           |            | Formé au club         | 2017                    |
| Nicolas Depoortère        | Centre                 | 13 janvier 2003   | France                           | -          | Formé au club         | 2023                    |
| Jean-Baptiste Dubié       | Centre                 | 16 juillet 1989   | France                           | -          | Stade montois         | 2015                    |
| Yoram Moefana             | Centre                 | 18 juillet 2000   | France                           |            | Colomiers rugby       | 2019                    |
| Ben Tapuai                | Centre                 | 19 janvier 1989   | Australie                        |            | Sharks                | 2023                    |
| Pablo Uberti              | Centre                 | 19 octobre 1997   | France                           | -          | FC Grenoble           | 2020                    |
| Tani Vili                 | Centre                 | 31 octobre 2000   | France                           | -          | ASM Clermont          | 2022                    |
| Louis Bielle-Biarrey      | Ailier                 | 19 juin 2003      | France                           | -          | FC Grenoble           | 2021                    |
| Arthur Duhau              | Ailier                 | 9 août 1997       | France                           | -          | Aviron bayonnais      | 2023                    |
| Maël Moustin              | Ailier                 | 22 avril 2003     | France                           |            | SU Agen               | 2023                    |
| Damian Penaud             | Ailier                 | 25 septembre 1996 | France                           |            | ASM Clermont          | 2023                    |
| Madosh Tambwe             | Ailier                 | 12 mai 1997       | République démocratique du Congo | -          | Bulls                 | 2022                    |
| Romain Buros              | Arrière                | 31 juillet 1997   | France                           | -          | Section paloise       | 2018                    |
| Nans Ducuing              | Arrière                | 6 novembre 1991   | France                           |            | USA Perpignan         | 2015                    |

### Arrivées en cours de saison
| Nom | Poste | Naissance | Nationalité sportive | Sélections | Dernier club | Arrivée au club |
| --- | ----- | --------- | -------------------- | ---------- | ------------ | --------------- |
|     |       |           |                      |            |              |                 |

## Saison

### Matchs amicaux de préparation
- Union Bordeaux Bègles - Stade rochelais :  15-26
- Union Bordeaux Bègles - SU Agen :  7-17

### Top 14
| - Racing 92 - Union Bordeaux Bègles : 23-18 - Union Bordeaux Bègles - Castres olympique : 25-23 - Union Bordeaux Bègles - RC Toulon : 22-17 - Stade toulousain - Union Bordeaux Bègles : 29-22 - Union Bordeaux Bègles - Montpellier HR : 26-13 - Section paloise - Union Bordeaux Bègles : 20-11 - Stade rochelais - Union Bordeaux Bègles : 25-21 - Union Bordeaux Bègles - USA Perpignan : 46-22 - Oyonnax rugby - Union Bordeaux Bègles : 23-29 - Union Bordeaux Bègles - Lyon OU : 46-10 - ASM Clermont - Union Bordeaux Bègles : 35-40 - Union Bordeaux Bègles - Aviron bayonnais : 24-23 - Union Bordeaux Bègles - Stade français : 26-30 | - RC Toulon - Union Bordeaux Bègles : 32-37 - Union Bordeaux Bègles - Section paloise : 10-20 - Castres olympique - Union Bordeaux Bègles : 41-12 - Union Bordeaux Bègles - Racing 92 : 21-5 - Montpellier HR - Union Bordeaux Bègles : 10-3 - Union Bordeaux Bègles - Stade toulousain : 31-28 - Lyon OU - Union Bordeaux Bègles : 27-10 - Union Bordeaux Bègles - ASM Clermont : 41-7 - Aviron bayonnais - Union Bordeaux Bègles : 15-34 - Union Bordeaux Bègles - Stade rochelais : 34-14 - Stade français - Union Bordeaux Bègles : 22-18 - USA Perpignan - Union Bordeaux Bègles : 37-30 - Union Bordeaux Bègles - Oyonnax rugby : 40-7 |

#### Phase qualificative: évolution du classement
Pour des raisons techniques, il est temporairement impossible d'afficher le graphique qui aurait dû être présenté ici.

#### Classement Top 14
| Rang | Club                  | J  | V | N | D  | Bo | Bd | Pm  | Pe  | Diff | Pts |
| ---- | --------------------- | -- | - | - | -- | -- | -- | --- | --- | ---- | --- |
| 1    | Stade français Paris  | 14 | 9 | 1 | 4  | 2  | 1  | 291 | 244 | +47  | 41  |
| 2    | Stade toulousain T    | 14 | 9 | 0 | 5  | 4  | 1  | 370 | 289 | +81  | 41  |
| 3    | Union Bordeaux Bègles | 14 | 9 | 0 | 5  | 2  | 3  | 393 | 325 | +68  | 41  |
| 4    | Racing 92             | 14 | 8 | 0 | 6  | 4  | 4  | 377 | 276 | +101 | 40  |
| 5    | RC Toulon             | 14 | 8 | 0 | 6  | 2  | 3  | 362 | 298 | +64  | 37  |
| 6    | ASM Clermont          | 14 | 7 | 1 | 6  | 3  | 2  | 335 | 328 | +7   | 35  |
| 7    | Castres olympique     | 14 | 7 | 0 | 7  | 3  | 4  | 373 | 337 | +36  | 35  |
| 8    | Stade rochelais       | 14 | 7 | 0 | 7  | 2  | 5  | 301 | 252 | +49  | 35  |
| 9    | Section paloise       | 14 | 7 | 0 | 7  | 2  | 2  | 318 | 312 | +6   | 32  |
| 10   | Aviron bayonnais      | 14 | 6 | 0 | 8  | 1  | 3  | 290 | 353 | -63  | 28  |
| 11   | USA Perpignan         | 14 | 6 | 0 | 8  | 2  | 0  | 296 | 403 | -107 | 26  |
| 12   | Lyon OU               | 14 | 5 | 0 | 9  | 2  | 2  | 307 | 437 | -130 | 24  |
| 13   | Oyonnax Rugby P       | 14 | 5 | 0 | 9  | 0  | 2  | 291 | 389 | -98  | 22  |
| 14   | Montpellier HR        | 14 | 4 | 0 | 10 | 0  | 4  | 257 | 318 | -61  | 20  |

#### Phases finales
| Barrage 16 juin 2024 21 h 5 | Union Bordeaux Bègles | 31 - 17 (21 - 12) | Racing 92                                                                                              | Stade Chaban-Delmas 34 462 spectateurs Arbitre : Thomas Charabas Diffuseur : Canal+ |
| Barrage 16 juin 2024 21 h 5 | Essai(s) : 3 Tambwe (19e), Lamothe (40e), Buros (52e) Transformation(s) : 2 Lucu (40e, 52e) Pénalité(s) : 4 Lucu (5e, 13e, 31e, 47e) | Rapport           | Essai(s) : 1 Spring (67e) Pénalité(s) : 4 Tedder (3e, 17e, 24e, 36e) Carton(s) jaune(s) : 1 Woki (39e) | Stade Chaban-Delmas 34 462 spectateurs Arbitre : Thomas Charabas Diffuseur : Canal+ |
| Barrage 16 juin 2024 21 h 5 | | Rapport           | | Stade Chaban-Delmas 34 462 spectateurs Arbitre : Thomas Charabas Diffuseur : Canal+ |

| Demi-finale 22 juin 2024 21 h 5 | Stade français | 20 - 22 (10 - 17) | Union Bordeaux Bègles | Matmut Atlantique, Bordeaux 41 843 spectateurs Arbitre : Pierre Brousset Diffuseur : Canal+ |
| Demi-finale 22 juin 2024 21 h 5 | Essai(s) : 3 Briatte (30e), Peyresblanques (63e, 80e+7) Transformation(s) : 1 Segonds (30e) Pénalité(s) : 1 Segonds (6e) | Rapport           | Essai(s) : 3 Lamothe (17e, 22e), Bochaton (56e) Transformation(s) : 2 Lucu (17e, 22e) Pénalité(s) : 1 Lucu (13e) Carton(s) jaune(s) : 1 Cazeaux (80e+5) | Matmut Atlantique, Bordeaux 41 843 spectateurs Arbitre : Pierre Brousset Diffuseur : Canal+ |
| Demi-finale 22 juin 2024 21 h 5 | | Rapport           | | Matmut Atlantique, Bordeaux 41 843 spectateurs Arbitre : Pierre Brousset Diffuseur : Canal+ |

#### Finale
La finale du championnat a lieu le 28 juin 2024 au Stade Vélodrome, à Marseille. Le Stade de France est indisponible en vue des Jeux olympiques et paralympiques d'été de 2024.
| Finale 28 juin 2024 21 h 5 | Stade toulousain | 59 - 3 (22 - 3) | Union Bordeaux Bègles                                         | Orange Vélodrome, Marseille 66 760 spectateurs Arbitre : Ludovic Cayre Diffuseur : Canal+, France 2 |
| Finale 28 juin 2024 21 h 5 | Essai(s) : 9 Dupont (7e, 24e), Mauvaka (21e), Ramos (64e, 75e), Marchand (68e), Kingohorn (71e), Ainuu (79e), Capuozzo (82e) Transformation(s) : 4 Ramos (7e, 24e), Kinghorn (71e), Ntamack (79e) Pénalité(s) : 2 Ramos (15e, 44e) |                 | Pénalité(s) : 1 Lucu (11e) Carton(s) jaune(s) : 1 Tatafu (7e) | Orange Vélodrome, Marseille 66 760 spectateurs Arbitre : Ludovic Cayre Diffuseur : Canal+, France 2 |
| Finale 28 juin 2024 21 h 5 | |                 |                                                               | Orange Vélodrome, Marseille 66 760 spectateurs Arbitre : Ludovic Cayre Diffuseur : Canal+, France 2 |

### Champions Cup

#### Phase de poules
Dans la Champions Cup, l'Union Bordeaux Bègles fait partie de la poule A où elle est opposée aux clubs de Saracens, des Bulls, des Bristol Bears, du Connacht et de Lyon.
Ses rencontres directes sont :
- Connacht Rugby - Union Bordeaux Bègles :  5 - 41
- Union Bordeaux Bègles -  Bristol Bears :  36 - 17
- Union Bordeaux Bègles -  Saracens :  55 - 15
- Bulls - Union Bordeaux Bègles :  46 -40

A l'issue des phases de poules, l'Union Bordeaux Bègles termine 1re de sa poule et 4e meilleure équipe des phrases de poules. Elle est assurée de recevoir en 1/8e et en 1/4 de finale.

### Phase éliminatoire
- Huitièmes de finale

| 6 avril 2024 18 h 30 | Union Bordeaux Bègles | 45 - 12 | Saracens | Stade Chaban-Delmas, Bordeaux Arbitre : Frank Murphy |
| 6 avril 2024 18 h 30 | Essai(s) : 6 Garcia (36e, 48e), Depoortère (60e, 66e), Bielle-Biarrey (63e, 75e) Transformation(s) : 6 Lucu (37e, 48e, 62e, 64e), Garcia (67e, 76e) Pénalité(s) : 1 Maxime Lucu (29e) | Rapport | Essai(s) : 2 Lewington (71e), Willis (78e) Transformation(s) : 1 Goode (80e) Carton(s) jaune(s) : Itoje (35e) | Stade Chaban-Delmas, Bordeaux Arbitre : Frank Murphy |
| 6 avril 2024 18 h 30 | | Rapport | | Stade Chaban-Delmas, Bordeaux Arbitre : Frank Murphy |

- Quart de finale

| 13 avril 2024 16 h | Union Bordeaux Bègles | 41 - 42 (12 - 28) | Harlequins | Stade Chaban-Delmas, Bordeaux 28 056 spectateurs Arbitre : Andrea Piardi |
| 13 avril 2024 16 h | Essai(s) : 6 Lucu (20e), Buros (26e), Depoortère (44e), Bielle-Biarrey (61e), Tambwe (66e, 77e) Transformation(s) : 4 Lucu (26e, 44e, 61e, 66e) Pénalité(s) : 1 Lucu (53e) Carton(s) jaune(s) : 1 Garcia (11e) | Rapport           | Essai(s) : 6 Porter (4e, 30e), de pénalité (10e), Evans (40e+2), Dombrandt (59e), T.Green (73e) Transformation(s) : 6 Smith (4e, 30e, 40e+2, 59e, 73e), de pénalité (10e) | Stade Chaban-Delmas, Bordeaux 28 056 spectateurs Arbitre : Andrea Piardi |
| 13 avril 2024 16 h | | Rapport           | | Stade Chaban-Delmas, Bordeaux 28 056 spectateurs Arbitre : Andrea Piardi |

## Statistiques

### Championnat de France
| Rang | Joueur | Poste | Points | Essais | Transf. | Pén. | Drops |
| ---- | ------ | ----- | ------ | ------ | ------- | ---- | ----- |
| 1    |        |       |        |        |         |      |       |
| 2    |        |       |        |        |         |      |       |
| 3    |        |       |        |        |         |      |       |

| Rang | Joueur | Poste | Essais |
| ---- | ------ | ----- | ------ |
| 1    |        |       |        |
| 2    |        |       |        |
| 3    |        |       |        |

### Champions Cup
| Rang | Joueur | Poste | Points |
| ---- | ------ | ----- | ------ |
| 1    |        |       |        |
| 2    |        |       |        |
| 3    |        |       |        |

| Rang | Joueur | Poste | Essais |
| ---- | ------ | ----- | ------ |
| 1    |        |       |        |
| 1    |        |       |        |
| 2    |        |       |        |
| 3    |        |       |        |